# NGC 1127
NGC 1127 је спирална галаксија у сазвежђу Ован која се налази на NGC листи објеката дубоког неба.
Деклинација објекта је + 13° 15' 25" а ректасцензија 2h 52m 51,8s. Привидна величина (магнитуда) објекта NGC 1127 износи 14,7 а фотографска магнитуда 15,5. NGC 1127 је још познат и под ознакама UGC 2356, MCG 2-8-24, CGCG 440-24, NPM1G +13.0111, PGC 10889.